# 社会党左派
社会党左派（日语：／ Shakai-tō Saha），是日本社会党的一个派别、持劳农派马克思主义立场。1951-1955年社会党分裂期间曾独立以左派社会党运行、由铃木茂三郎担任委员长（党首），1955年与右派社会党统一。
村山富市时期，一些日本媒体出于方便、用“社会党左派”来统称支持村山富市的社会党党员。

## 简介
相比持社会民主主义立场的社会党右派，社会党左派以劳农派马克思主义为主导思想、反对江田三郎的构造改革论。曾是日本社会党内最大派阀的“社会主义协会”即属于社会党左派。
日本社会党改组为社会民主党时，一部分左派议员选择不加入社会民主党，而是另组新社会党。